# Iñaki Peña
Ignacio Peña Sotorres (Alicante, 2 de marzo de 1999), conocido deportivamente como Iñaki Peña, es un futbolista español que juega de portero en el F. C. Barcelona de la Primera División de España.

## Trayectoria

### Inicios
Nacido en Alicante, Iñaki se inició con solo cinco años en el Alicante Club de Fútbol. En 2009 se unió al fútbol base del Villareal C. F., donde en el año 2011 fue elegido mejor portero del torneo de Arona.

### F. C. Barcelona
En 2013 se sumó al fútbol base del F. C. Barcelona iniciándose en el equipo infantil|, pasando por varias categorías hasta 2018 cuando llegó al F. C. Barcelona B.
Su debut con el F. C. Barcelona "B" se produjo el seis de octubre de 2018 en el encuentro frente el Atlético Baleares que terminó en empate a uno. Terminó la temporada 2018-19 habiendo disputado 21 encuentros con el filial y sin debutar con el primer equipo a pesar de estar en el banquillo en 9 encuentros de Liga, en 3 de la Copa del Rey y 2 de Liga de Campeones de la UEFA.
El 12 de septiembre de 2020 debutó en un partido amistoso con el primer equipo ante el Gimnàstic de Tarragona, disputando el segundo tiempo del encuentro que acabaría en victoria culé por 3-1.
En agosto de 2021 ascendió de forma definitiva a la dinámica del primer equipo bajo las órdenes de Ronald Koeman, sumándose como tercer portero del conjunto azulgrana, aunque con ficha del filial. Para que tuviera mayor continuidad, el 31 de enero de 2022 fue cedido al Galatasaray S. K. hasta final de temporada.
Después de su paso por el fútbol turco regresó a Barcelona y se quedó como segundo portero tras la salida de Neto. El 1 de noviembre realizó su debut en partido oficial en un encuentro de la Liga de Campeones de la UEFA contra el F. C. Viktoria Plzeň. Esa misma campaña disputó otros dos partidos en la Copa del Rey antes de renovar su contrato hasta 2026.

## Selección nacional
Ha sido internacional con la selección de España en todas las categorías inferiores hasta la sub-19. Posteriormente, participaría de la convocatoria con La Roja sub-21 en la clasificación para la Eurocopa 2019.

## Estadísticas

### Clubes
Actualizado al último partido disputado el 25 de mayo de 2025.
| Club                         | Div.          | Temporada     | Liga  | Liga  | Copas nacionales | Copas nacionales | Copas internacionales | Copas internacionales | Total | Total |
| Club                         | Div.          | Temporada     | Part. | Goles | Part.            | Goles            | Part.                 | Goles                 | Part. | Goles |
| ---------------------------- | ------------- | ------------- | ----- | ----- | ---------------- | ---------------- | --------------------- | --------------------- | ----- | ----- |
| F. C. Barcelona "B" · España | 2.ª B         | 2018-19       | 20    | 19    | ―                | ―                | ―                     | ―                     | 20    | 19    |
| F. C. Barcelona "B" · España | 2.ª B         | 2019-20       | 21    | 20    | ―                | ―                | ―                     | ―                     | 21    | 20    |
| F. C. Barcelona "B" · España | 2.ª B         | 2020-21       | 13    | 12    | ―                | ―                | ―                     | ―                     | 13    | 12    |
| F. C. Barcelona "B" · España | 1.ª F         | 2021-22       | 9     | 8     | ―                | ―                | ―                     | ―                     | 9     | 8     |
| F. C. Barcelona "B" · España | Total club    | Total club    | 63    | 59    | 0                | 0                | 0                     | 0                     | 63    | 59    |
| Galatasaray S. K. Turquía    | 1.ª           | 2021-22       | 6     | 9     | ―                | ―                | 2                     | 2                     | 8     | 11    |
| Galatasaray S. K. Turquía    | Total club    | Total club    | 6     | 9     | 0                | 0                | 2                     | 2                     | 8     | 11    |
| F. C. Barcelona · España     | 1.ª           | 2022-23       | 2     | 2     | 2                | 3                | 1                     | 2                     | 5     | 7     |
| F. C. Barcelona · España     | 1.ª           | 2023-24       | 10    | 17    | 5                | 11               | 2                     | 4                     | 17    | 32    |
| F. C. Barcelona · España     | 1.ª           | 2024-25       | 16    | 17    | 2                | 2                | 5                     | 5                     | 23    | 24    |
| F. C. Barcelona · España     | Total club    | Total club    | 28    | 36    | 9                | 16               | 8                     | 11                    | 45    | 63    |
| Total carrera                | Total carrera | Total carrera | 97    | 104   | 9                | 16               | 10                    | 13                    | 116   | 133   |
| 1. 2. 3.                     |               |               |       |       |                  |                  |                       |                       |       |       |

## Palmarés

### Títulos nacionales
| Título                     | Club            | País   | Año     |
| -------------------------- | --------------- | ------ | ------- |
| Supercopa de España        | F. C. Barcelona | España | 2023    |
| Primera División de España | F. C. Barcelona | España | 2022-23 |
| Supercopa de España        | F. C. Barcelona | España | 2025    |
| Copa del Rey               | F. C. Barcelona | España | 2024-25 |
| Primera División de España | F. C. Barcelona | España | 2024-25 |

### Títulos internacionales
| Título                  | Club                        | Sede | Año     |
| ----------------------- | --------------------------- | ---- | ------- |
| Liga Juvenil de la UEFA | F. C. Barcelona Juvenil "A" | Nyon | 2017-18 |